# Parafia św. Mikołaja w Tomaszowie Lubelskim
Parafia św. Mikołaja – parafia prawosławna w Tomaszowie Lubelskim, w dekanacie Zamość diecezji lubelsko-chełmskiej.
Na terenie parafii funkcjonuje 1 cerkiew i 1 kaplica:
- cerkiew św. Mikołaja w Tomaszowie Lubelskim – parafialna
- kaplica Częstochowskiej Ikony Matki Bożej w Łosińcu – filialna

## Zasięg terytorialny

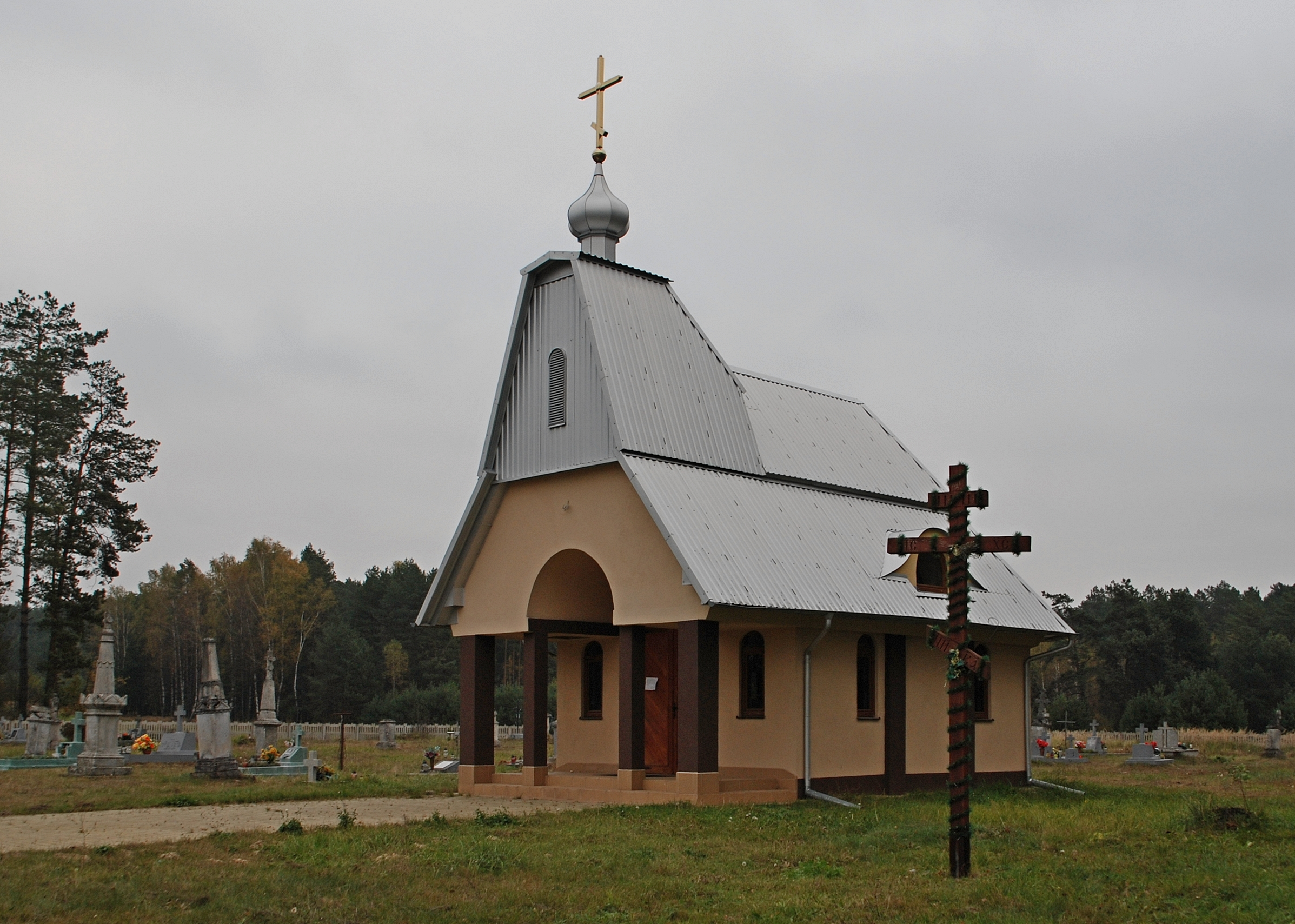
Kaplica filialna Częstochowskiej Ikony Matki Bożej w Łosińcu

Tomaszów Lubelski, Łosiniec

## Wykaz proboszczów
- 29.11.1982 – 18.04.1989 – ks. Jan Łukaszuk
- 22.04.1989 – 7.11.1989 – o. Paisjusz (Martyniuk)
- 7.11.1989 – 31.05.2006 – ks. Witold Charkiewicz
- 31.05.2006 – 16.04.2007 – ks. Mariusz Ostaszewicz
- 17.05.2007 – 20.04.2010 – ks. Jan Jałoza
- od 3.05.2010 – ks. Dariusz Wasiluk